# Jaguar XJR-12
La Jaguar XJR-12 è uno Sport Prototipo (diretta evoluzione della XJR-9) schierato dalla casa britannica nella 24 Ore di Le Mans 1990 e 1991, ha gareggiato anche nel campionato americano IMSA GTP tra il 1990 e il 1993.

Con questa vettura nel 1990 la Jaguar vinse la 24 Ore di Daytona e la 24 Ore di Le Mans con un primo e secondo posto assoluti in entrambe le corse.

## Caratteristiche tecniche

### Telaio e corpo vettura
La vettura fu costruita dalla TWR nel 1990 secondo i regolamenti della categoria FIA Gruppo C, è inoltre conforme anche alla normativa tecnica IMSA GTP, si tratta di una stretta evoluzione della precedente XJR-9 utilizzata dalla Jaguar fino al 1989, di cui riprende gran parte dei componenti, alcuni telai della XJR-9 furono infatti convertiti in configurazione XJR-12. Dispone di un telaio monoscocca in fibra di carbonio, una carrozzeria composta da pannelli in fibra di carbonio, sospensioni a doppi triangoli sovrapposti con ammortizzatori di tipo push rod, freni a disco in carbonio autoventilati, il cambio è di tipo manuale a 5 rapporti e la trazione è posteriore, il peso totale del corpo vettura è di circa 900 kg.

### Motore
Questo prototipo è mosso da un motore a combustione interna a ciclo Otto, ha un frazionamento 12 cilindri a V di 60° fra le due bancate, la cilindrata è di 6.995 cm³, il monoblocco e le testate sono realizzate in alluminio, la distribuzione è a 2 valvole per cilindro, sviluppa una potenza massima di 740 CV a 7.000 giri/min e la coppia motrice raggiunge un picco di 785 Nm a 5.500 giri/min; è montato sul telaio del prototipo in posizione posteriore centrale longitudinale. 
La vettura è anche opportunamente rivista e adattata alle regole IMSA GTP, in particolare con un motore di 6,0 litri, capace di 670 CV a 7.500 giri/min e un peso di 930 kg.
 Nel 1991 la XJR-12 viene aggiornata con una nuova evoluzione del proprio motore V12 con cilindrata portata a 7.400 cm³ e capace di 750 CV, mentre sulla versione IMSA viene introdotto un V12 di 6.500 cm³ da 670 CV.

### Aerodinamica
Per la XJR-12, utilizzata in circuiti veloci, vengono sviluppate due configurazioni aerodinamiche a basso livello di deportanza.
Configurazione per Daytona:
- 2036 kg di carico aerodinamico a 320 km/h, con una resistenza aerodinamica di 504 kg

Configurazione per Le Mans:
- 1756 kg di carico aerodinamico a 320 km/h, con una resistenza aerodinamica di 448 kg

## Risultati sportivi
La Jaguar XJR-12 viene schierata esclusivamente in occasione delle grandi gare di durata perché ritenuta più affidabile dal punto di vista dello stress meccanico (grazie al collaudato gruppo motore-trasmissione) rispetto alle più delicate Jaguar XJR-10 e XJR-11 con motore sovralimentato e Jaguar XJR-14 con motore 3,5 litri atmosferico, normalmente impiegate in corse disputate sulla distanza di circa 400 km.

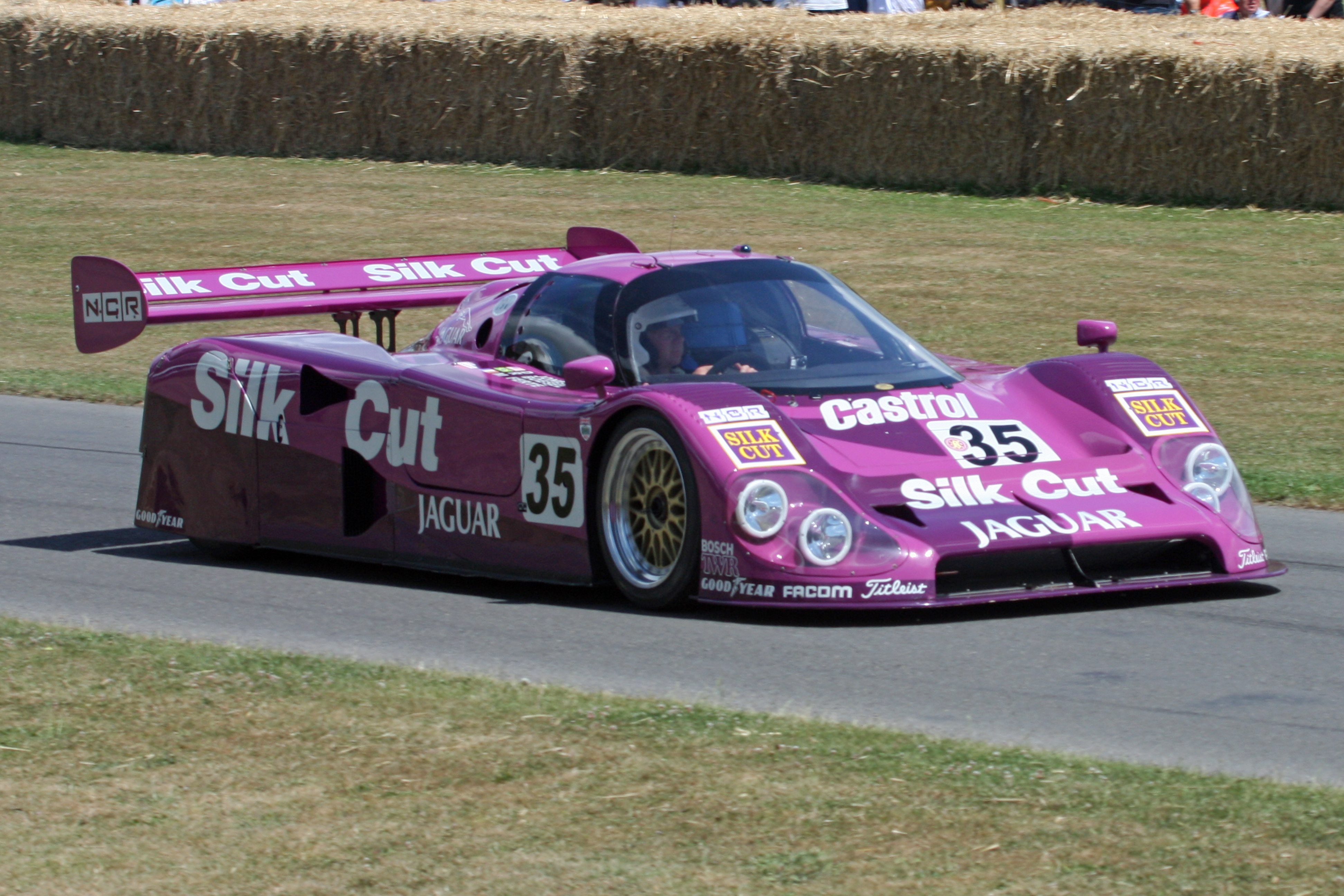
La Jaguar XJR-12 evoluzione del 1991

Nel 1990 la Jaguar impegnata nel campionato IMSA GTP, partecipa alla 24 Ore di Daytona con due esemplari di XJR-12, ottenendo i primi due posti assoluti al termine della corsa. Successivamente le due vetture vengono schierate alla 12 Ore di Sebring, una si ritira per problemi al motore, l'altra termina la gara al 3º posto finale.
 Alla 24 Ore di Le Mans 1990 partecipano 4 vetture, il team inglese riesce ad imporsi piazzandosi ai primi due posti, mentre due vetture si ritirano, una per problemi al motore l'altra per un guasto alla pompa dell'acqua.
Nel 1991 alla 24 Ore di Daytona, l'unica XJR-12 presente partita dalla seconda posizione in griglia, si ritira per problemi alla pompa dell'acqua. A Sebring, la vettura conclude la corsa al 5º posto finale.
Invece, nell'ambito del mondiale prototipi, il team Jaguar stava dominando con la competitiva XJR-14, ma per la 24 Ore di Le Mans 1991 vengono schierate in gara solo le ormai collaudate XJR-12, a sorpresa la gara viene vinta dalla Mazda 787B seguita nell'ordine d'arrivo da tre Jaguar, che ben più pesanti lamentano un consumo di carburante superiore al motore Wankel della più leggera Mazda.
Nel 1992 a Daytona la XJR-12 ottiene il 2º posto assoluto, mentre a Sebring il 4°. Infine, nel 1993 viene schierata per l'ultima volta alla 24 Ore di Daytona, concludendo al 10º posto finale.